# AIA Group
AIA Group Limited, spesso nota come AIA (cinese: 友邦保險; pinyin: Yǒubāng Bǎoxiǎn; Jyutping: Jau5 bong1 bou2 him2), è una multinazionale assicurativa e finanziaria con sede a Hong Kong. È il più grande gruppo assicurativo quotato in borsa nella regione Asia-Pacifico.
Offre servizi assicurativi e finanziari, sottoscrivendo assicurazioni sulla vita per privati e aziende, nonché assicurazioni contro gli infortuni e le malattie; offre inoltre servizi di pianificazione pensionistica e di gestione patrimoniale, contratti variabili, investimenti e titoli.
AIA ha sede a Central, Hong Kong, ed è presente in 18 mercati dell'Asia-Pacifico, con filiali e società controllate al 100% a Hong Kong, Cina continentale, Taiwan, Macao, Corea del Sud, Singapore, Thailandia, Malaysia, Filippine, Indonesia, Vietnam, Brunei, Cambogia, Myanmar, Australia, Nuova Zelanda, Sri Lanka e una joint venture al 49% in India. Dal 2013, AIA ha stipulato un accordo esclusivo di bancassicurazione con Citibank che comprende 11 mercati AIA in Asia-Pacifico.

## Storia
AIA affonda le proprie radici nel 19 dicembre 1919, quando Cornelius Vander Starr fondò a Shanghai, in Cina, quella che allora era nota come American Asiatic Underwriters (poi American International Underwriters). Starr ha poi espanso la sua attività in tutto il mondo. Il 21 gennaio 1939, dopo l'invasione giapponese della Cina, Starr trasferì la sede centrale da Shanghai a New York City e il 5 aprile 1949, con la presa di potere dei comunisti nella Cina continentale, l'AIA cinese divenne una filiale dell'American International Group (AIG), con sede a New York.
Il 1° dicembre 2009, AIG ha venduto alla Federal Reserve Bank di New York delle partecipazioni privilegiate in due controllate internazionali di assicurazione sulla vita di nuova costituzione, l'American International Assurance Company, Limited (AIA) e l'American Life Insurance Company (ALICO), per ridurre il proprio debito di 25 miliardi di dollari.
AIA aveva pianificato di essere quotata alla Borsa di Hong Kong e alla Securities and Futures Commission il 3 aprile 2010. Tuttavia, il 2 marzo 2010, Prudential PLC, una società di servizi finanziari e titoli britannica, ha annunciato che avrebbe acquistato AIA per 35,5 miliardi di dollari. L'acquisto è poi fallito e AIA ha proceduto a un'offerta pubblica iniziale (IPO) nell'ottobre 2010, raccogliendo circa 159,08 miliardi di dollari di Hong Kong (20,51 miliardi di dollari statunitensi), che all'epoca era la terza IPO più grande al mondo di sempre (attualmente è la sesta a giugno 2023).
L'11 settembre 2012, AIA ha acquisito una partecipazione del 92,3% nell'assicuratore dello Sri Lanka Aviva NDB Insurance dall'assicuratore britannico Aviva e dalla National Development Bank (NDB) dello Sri Lanka. AIA ha inoltre stipulato un accordo esclusivo di bancassicurazione della durata di 20 anni con NDB, uno dei maggiori conglomerati finanziari dello Sri Lanka con una rete di filiali bancarie a livello nazionale.
Il 7 ottobre 2012, AIA ha acquisito le filiali assicurative malesi del Gruppo ING per un corrispettivo in liquidità di 1,336 miliardi di euro (1,73 miliardi di dollari).
Il 21 dicembre 2012, AIG ha venduto tutta la sua partecipazione del 13,69% in AIA.
Dal 2 giugno 2013, AIA ha un accordo esclusivo di bancassicurazione con Citibank che comprende 11 mercati di AIA in Asia-Pacifico, ovvero Hong Kong, Cina continentale, Corea del Sud, Singapore, Thailandia, Malaysia, Indonesia, Filippine, Vietnam, Australia e India.

## Sponsorizzazioni
Nell'agosto 2013, AIA è diventata sponsor di maglia ufficiale della squadra di calcio inglese di Premier League del Tottenham Hotspur. Il contratto di AIA con il Tottenham è stato poi rinnovato nel maggio 2017 per estenderlo fino alla stagione 2021-22, e di nuovo nel luglio 2019 per estenderlo fino alla fine della stagione 2026-27.
Nel febbraio 2019, AIA ha firmato un accordo biennale per diventare lo sponsor principale della Singapore Premier League. L'accordo è stato poi esteso fino alla fine della stagione 2022, con un'opzione per altri tre anni.